# Lommis
Lommis é uma comuna da Suíça, no Cantão Turgóvia, com cerca de 1.042 habitantes. Estende-se por uma área de 8,52 km², de densidade populacional de 122 hab/km². Confina com as seguintes comunas: Affeltrangen, Bettwiesen, Stettfurt, Thundorf, Tobel-Tägerschen, Wängi.
A língua oficial nesta comuna é o Alemão.

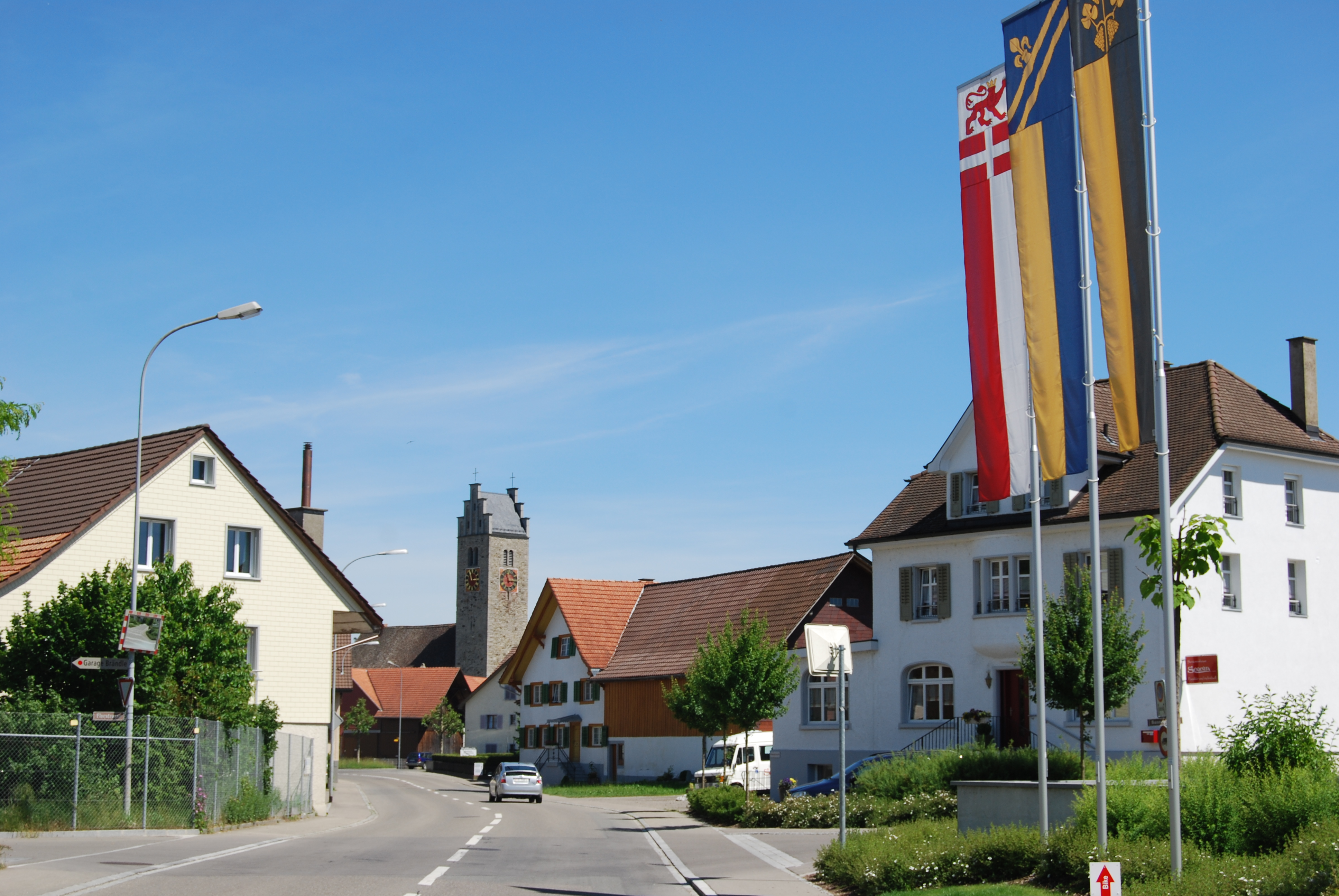
Lommis